# Висоцька сільська рада (Монастириський район)
Висо́цька сільська́ ра́да — адміністративно-територіальна одиниця та орган місцевого самоврядування в Монастириському районі Тернопільської області. Адміністративний центр — село Високе.

## Загальні відомості
- Територія ради: 6,32 км²
- Населення ради: 1 286 осіб (станом на 2001 рік)
- Територією ради протікає річка Золота Липа

## Населені пункти
Сільській раді були підпорядковані населені пункти:
- с. Високе

## Склад ради
Рада складалася з 20 депутатів та голови.
- Голова ради: Скринник Михайло Васильович
- Секретар ради: Заворотняк Микола Михайлович

### Керівний склад попередніх скликань
| Прізвище, ім'я, по батькові  | Основні відомості                                                             | Дата обрання | Дата звільнення |
| ---------------------------- | ----------------------------------------------------------------------------- | ------------ | --------------- |
| Комарницька Марія Миколаївна | Сільський голова, 1976 року народження, член Української Народної Партії      | 26.03.2006   | 31.10.2010      |
| Скринник Михайло Васильович  | Сільський голова, 1953 року народження, освіта середня загальна, безпартійний | 31.10.2010   |                 |

Примітка: таблиця складена за даними сайту Верховної Ради України

### Депутати
За результатами місцевих виборів 2010 року депутатами ради стали:

#### За суб'єктами висування
| Суб'єкт висування | Кількість обраних депутатів | %   |
| ----------------- | --------------------------- | --- |
| Самовисування     | 20                          | 100 |

#### За округами
| № округу | Прізвище, ім'я, по батькові     | Дата визнання обраним | Освіта  | Партійна приналежність | Відомості про обраного депутата                                     |
| -------- | ------------------------------- | --------------------- | ------- | ---------------------- | ------------------------------------------------------------------- |
| 1        | Гладкий Володимир Остапович     | 05.11.2010            | середня | позапартійний          | тимчасово не працює                                                 |
| 2        | Папроцька Надія Ярославівна     | 05.11.2010            | вища    | позапартійна           | тимчасово не працює                                                 |
| 3        | Баглай Віра Михайлівна          | 05.11.2010            | середня | позапартійна           | магазин «Промтовари», продавець                                     |
| 4        | Вольський Тарас Олегович        | 05.11.2010            | вища    | позапартійний          | приватний підприємець                                               |
| 5        | Козло Богдан Васильович         | 05.11.2010            | середня | позапартійний          | приватний підприємець                                               |
| 6        | Зіник Василь Данилович          | 05.11.2010            | середня | позапартійний          | пенсіонер                                                           |
| 7        | Свінтельська Наталія Василівна  | 05.11.2010            | середня | позапартійна           | Висоцька амбулаторія ЗПСМ, сімейна медсестра                        |
| 8        | Дільний Ярослав Васильович      | 05.11.2010            | середня | позапартійний          | Висоцька амбулаторія ЗПСМ, водій швидкої допомоги                   |
| 9        | Леник Володимир Іванович        | 05.11.2010            | середня | позапартійний          | тимчасово не працює                                                 |
| 10       | Скринник Ілярій Андрійович      | 05.11.2010            | середня | позапартійний          | приватний підприємець                                               |
| 11       | Гаврилюк Іван Іванович          | 05.11.2010            | середня | позапартійний          | тимчасово не працює                                                 |
| 12       | Лашта Михайло Дмитрович         | 05.11.2010            | середня | позапартійний          | тимчасово не працює                                                 |
| 13       | Спетрук Мирослава Ярославівна   | 05.11.2010            | середня | позапартійна           | тимчасово не працює                                                 |
| 14       | Сурмачевська Наталія Михайлівна | 05.11.2010            | середня | позапартійна           | тимчасово не працює                                                 |
| 15       | Заворотняк Микола Михайлович    | 05.11.2010            | середня | позапартійний          | Висоцька сільська рада, секретар                                    |
| 16       | Дудас Ігор Михайлович           | 05.11.2010            | вища    | позапартійний          | тимчасово не працює                                                 |
| 17       | Ковальчук Володимир Васильович  | 05.11.2010            | середня | позапартійний          | тимчасово не працює                                                 |
| 18       | Лашта Андрій Мирославович       | 05.11.2010            | вища    | позапартійний          | тимчасово не працює                                                 |
| 19       | Раповець Іван Зеновійович       | 05.11.2010            | середня | позапартійний          | тимчасово не працює                                                 |
| 20       | Бриндз Павло Миколайович        | 05.11.2010            | середня | позапартійний          | Висоцька загальноосвітня школа І-ІІІ ст., майстер по обслуговуванню |